# ریواسکولاریزیشن
در درمان پزشکی و جراحی، ریواسکولاریزیشن (به انگلیسی: revascularization) یا بازرَگ‌سازی عبارت است از بازگرداندن خونرسانی به قسمتی از بدن یا اندامی که خون‌کاستی داشته است. معمولاً با روش‌های جراحی انجام می‌شود. بای‌پس عروقی و آنژیوپلاستی دو روش اصلی برای بازرَگ‌سازی هستند.
این اصطلاح از پیشوند re- گرفته شده است که در این مورد به معنای «بازسازی» و  vasculature (رگ) است که به ساختارهای گردش خون یک اندام اشاره دارد.
اغلب با «اورژانس» ترکیب می‌شود تا بازرگ‌سازی اورژانسی را تشکیل دهد.
بازرِگ‌سازی شامل تحلیل کامل و تشخیص و درمان عروق بیمار موجود در اندام آسیب دیده است و می‌تواند با استفاده از روش‌های مختلف تصویربرداری مانند تصویربرداری تشدید مغناطیسی، اسکن پی‌ئی‌تی، سی‌تی اسکن و فلورنمایی (به انگلیسی: fluoroscopy) پرتو ایکس کمک کند.

## کاربردها
برای بیماری سرخ‌رگ کرونر (بیماری خون‌کاستی قلب)، جراحی بای‌پس سرخرگ کرونر و مداخله عروق کرونر از راه پوست (آنژیوپلاستی با بالون کرونری) دو روش اولیه برای بازرگ‌سازی هستند. هنگامی که نمی‌توان آنها را انجام داد، بازرَگ‌سازی تراماهیچه‌قلبی یا بازرَگ‌سازی ماهیچه‌قلبی ازمیان‌پوستی (به انگلیسی: percutaneous myocardial revascularization)، که با لیزر انجام می‌شود، ممکن است یک گزینه باشد.
درمان قانقاریا اغلب در صورت امکان نیاز به بازرگ‌سازی دارد. این جراحی همچنین برای درمان زخم‌های ایسکمیک (خونیاری ناکافی بافت) در برخی از اشکال زخم‌های مزمن مانند زخم‌های دیابتی توصیه می‌شود.